# Kuno Pajula
Kuno Pajula (före 1936 Kuno Preis), född 11 mars 1924 i Käru nära Väike-Maarja, död 26 november 2012, var en estnisk evangelisk-luthersk teolog. Från 1987 till 1994 var han primas och ledare för den Estniska evangelisk-lutherska kyrkan (EELK) i egenskap av ärkebiskop av Tallinn.
Pajula gick i skola i Käru och Salla och avlade studentexamen från gymnasiet i Väike-Maarja. Han studerade vid EELK:s teologiska institut i Tallinn mellan 1949 och 1959 och prästvigdes 1959. 1960–61 bedrev han vidare studier vid Göttingens universitet i Västtyskland. Han verkade från 1957 till 1987 som kyrkoherde i S:t Johannes kyrka i Tallinn och blev sedermera prost och assessor i EELK:s konsistorium.
Pajula valdes till ärkebiskop 1987 och verkade i denna roll fram till 1994, då han pensionerades och efterträddes av Jaan Kiivit junior. Mellan 1989 och 1993 blev han den första ordföranden för Estlands ekumeniska råd och han var även medlem av Kyrkornas världsråds centralkommitté 1983-1992.